# Malonato-semialdeide deidrogenasi
La malonato-semialdeide deidrogenasi è un enzima appartenente alla classe delle ossidoreduttasi, che catalizza la seguente reazione:
3-ossopropanoato + NAD(P)+ + H2O ⇄ malonato + NAD(P)H + 2 H+